# Audacious (Franz Ferdinand)
Audacious is een nummer van de Schotse alternatieve rockband Franz Ferdinand uit 2024. Het is de eerste single van hun zesde studioalbum The Human Fear.
"Audacious" gaat volgens frontman Alex Kapranos "over de angst dat alles wat je hebt opgebouwd wegvalt en verdwijnt. Dat je denkt: 'Hoe ga ik daarop reageren?!' En dat je besluit zo 'audacious' (gedurfd) mogelijk te zijn. Ik denk dat als je dingen doet als op een podium staan, dan moet je ook een beetje durf hebben om het te doen". Verder zei hij over het nummer: "Ik denk dat het heel Franz Ferdinand klinkt, maar je gaat ook dingen horen die je nog niet eerder van ons hebt gehoord". Het nummer flopte in thuisland het Verenigd Koninkrijk en wist ook niet door te dringen tot de Nederlandse Top 40 of Tipparade. Wel werd het NPO Radio 2 TopSong en bereikte het de 36e positie in de Nederlandse Airplay Top 50.

## Tracklijst
Muziekdownload
1. "Audacious" - 3:23